# Notodiaptomus inflatus
Notodiaptomus inflatus is een eenoogkreeftjessoort uit de familie van de Diaptomidae. De wetenschappelijke naam van de soort is voor het eerst geldig gepubliceerd in 1933 door Kiefer.